# Ledantes
Ledantes es una localidad española del municipio de Vega de Liébana, perteneciente a la comunidad autónoma de Cantabria.

## Geografía
La localidad está situada a 780 m s. n. m., en la vertiente de una gran montaña y expuesta al este. Dista ocho kilómetros de la capital municipal, La Vega.

## Historia
Hacia mediados del siglo XIX, el lugar, ya por entonces perteneciente a Vega de Liébana y que conformaba un concejo con Villaverde, tenía contabilizada una población de 90 habitantes. Aparece descrito en el décimo volumen del Diccionario geográfico-estadístico-histórico de España y sus posesiones de Ultramar de Pascual Madoz con las siguientes palabras:

LEDANTES: l. en la prov. de Santander, part. jud. de Potes, dióc. de Leon, aud. terr. y c. g. de Burgos, ayuntamiento de la Vega. sit. en la vertiente de una gran montaña con esposicion al E.: su clima es frio, pues nieva con frecuencia; es sin embargo muy sano. Tiene unas 40 casas, por lo general pobres, desaliñadas y mal dispuestas, separadas unas de otras; escuela por temporada con la dotacion de 60 ú 80 rs., y la retribucion de los 20 ó 24 niños que la frecuentan; igl. parr. (San Jorge) servida por 1 cura de ingreso y presentacion del duque del Infantado; una capellania de patronato particular con cargo de misas y sin residencia; cementerio en parage ventilado, y buenas aguas potables. Confina N. Blada y Pollayo; E. Barrio; S. el anterior y baldíos de Pineda, y O. Vejo y Llanabes: en estos confines está tambien comprendido el térm. de Villaverde, que aunque con parroquialidad distinta, forma un concejo con el que describimos siendo todo comun entre los dos. El terreno es todo montuoso; solo se cultivan algunos pedazos entrellanos á la inmediacion del l.: los montes forman grandes cordilleras, y estan cubiertos de frondosas arboledas de roble y haya especialmente: hay nogales cuyo fruto suele helarse algunos años, y varios prados naturales. El riachuelo llamado Rio Frio bajo, pasa inmediato á la pobl., fertiliza algun terreno, y mueve las máquinas de 3 molinos harineros y 3 batanes; en el verano suele escasear de aguas. Los caminos aunque pendientes, malos y descuidados, se anden con carros: reciben la correspondencia en Potes. prod.: trigo, cebada, centeno, maiz, patatas y legumbres; cria gando vacuno, lanar, cabrío, de cerda y caballar; caza mayor y menor, y pesca de truchas. ind.: ademas de los molinos y batanes indicados, se dedican sus moradores á la construccion de ruedas y preparacion de otras maderas que conducen á Castilla, de donde retornan trigo. pobl.: 30 vec., 90 alm. contr.: con el ayuntamiento.
(Madoz, 1847, p. 115)

En 2023, la entidad singular de población de Ledantes tenía empadronados 47 habitantes y el núcleo de población, también 47.

## Arquitectura y patrimonio

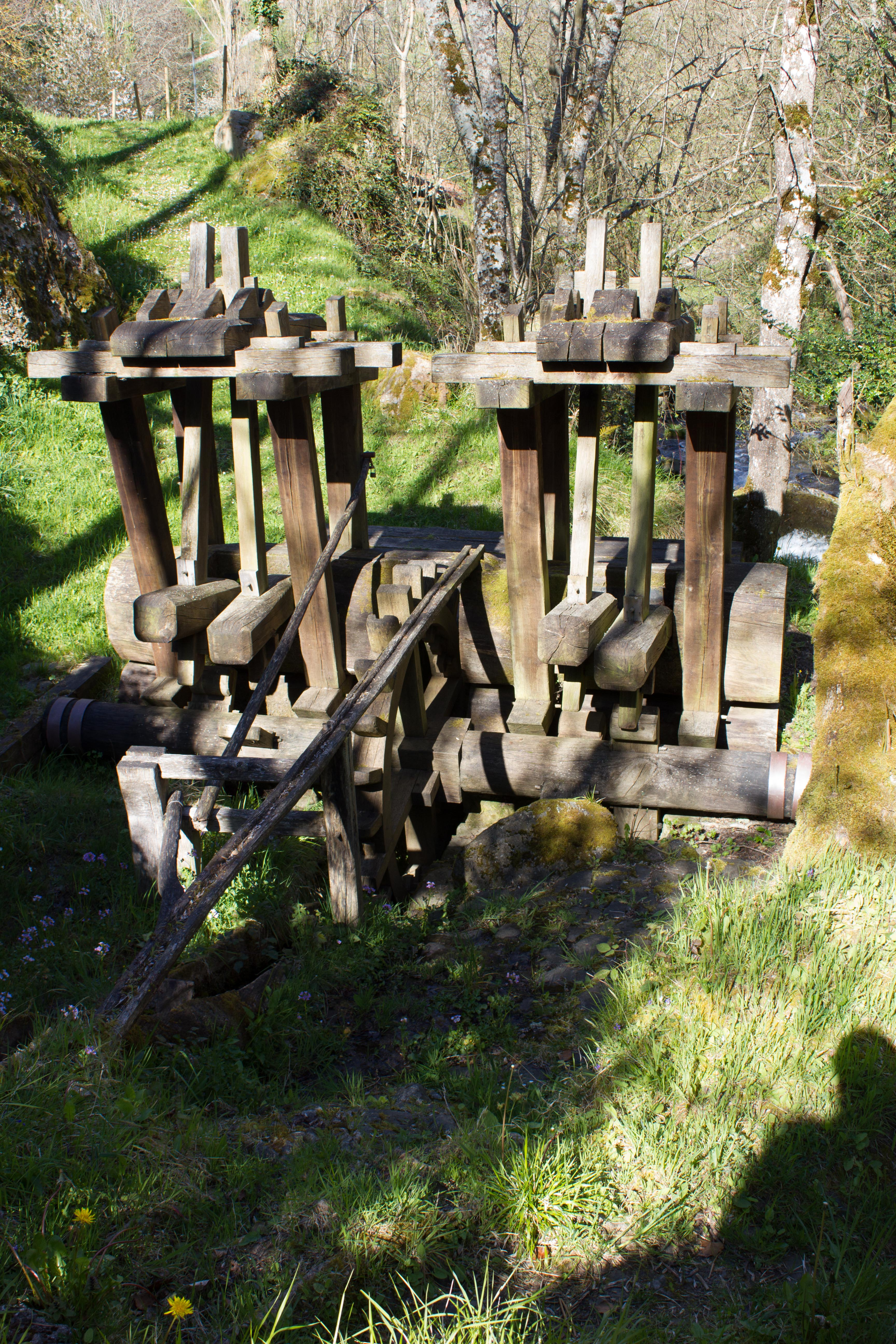
Pisa o batán de Ledantes

La iglesia parroquial de San Jorge fue construida a mediados del siglo XVI sobre otra preexistente del siglo XIII. En 1986 se descubrieron aquí unas pinturas murales de 1562-1568 en cuyo centro destaca la lucha entre San Jorge y el dragón; los frescos están tapados por el retablo mayor. En el interior de la iglesia puede verse el escudo de armas de los Álvarez y Bedoya. 
También hay un puente medieval en este pueblo. Finalmente, ha de mencionarse la presencia de una «pisa» o batán para golpear los tejidos.